# Emetofili
Emetofili är en form av parafili eller sexuell fetischism som innebär att en person blir sexuellt upphetsad av kräkningar. Detta kan ta sig olika uttryck, från att man tänder på att ta hand om en partner som mår dåligt till att bli sexuellt upphetsad av doften och konsistensen hos spyorna eller av att kräkas själv.
Att kräkas på någon kallas på engelska Roman shower eller rainbow shower. Det första uttrycket hänvisar till romerska mat- och dryckesorgier där deltagarna framkallade kräkningar för att kunna äta och dricka mer, det andra uttrycket hänvisar till att spyor kan ha alla regnbågens färger beroende på vad personen i fråga ätit.

## BDSM och film
Emetofili inom BDSM kan gå ut på att den undergivna parten tvingas att kräkas eller att den dominanta parten kräks på den undergivna. På film kan detta ge spektakulära visuella effekter, i samband med mer eller mindre explosiva kräkningar.
Detta fenomen har blivit allt mer förekommande i pornografisk film, efter att först ha introducerats i slutet av 1990-talet i regissören Max Hardcores filmer. En på 2000-talet populär filmserie på temat är Gag Factor, med bland andra Ashley Blue. Skådespelare som Barbii Bucxxx, Catalina och Summer Luv har alla gjort den undergivna kräkningen till sitt signum. Sedan 2004 har amerikanska D&E Media (med "Facial Abuse" som mest kända varumärke) producerat våldspornografi där framkallande av spektakulära kräkningar är ett av de vanligaste inslagen.

## Kombinationer
Emetofili kan vara kopplad till emetofobi, fobi för att kräkas. Vissa emetofiler är själva rädda för att kräkas, även om andra människor som kräks gör dem upphetsade. En undersökning har dock angett att 37 procent av kvinnor saknar kräkreflex, en reflex som ingår i kroppens försvarssystem emot yttre hot.
Det är en väsentlig skillnad mellan bulimiker och emetofiler som framkallar kräkning hos sig själva. För bulimikern är beteendet förknippat med ångest, medan emetofilen förknippar sin framkallade kräkning med sexuell upphetsning och tillfredsställelse.